# ピエール・ブロソレット

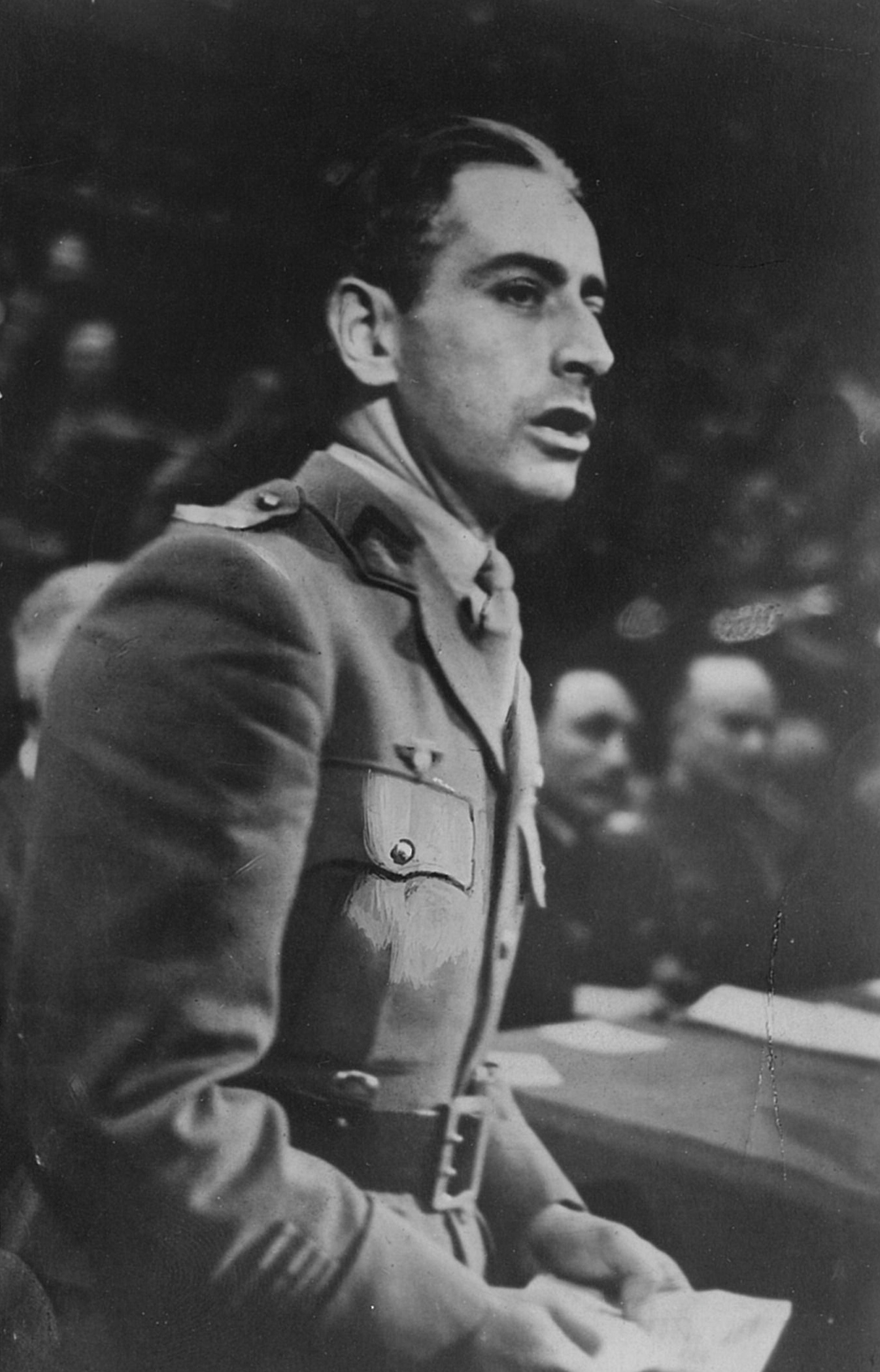
1943年、ロンドン ロイヤル・アルバート・ホールで演説するブロソレット

ピエール・ブロソレット（Pierre Brossolette、1902年6月25日 - 1944年3月22日）は、自由フランスの協力者である。パリ16区オートゥイユのミケランジュ通り (Rue Michel-Ange) 界隈生まれ。

## 生涯
第二次世界大戦前は大学で歴史学の講師をし、ジャーナリストとしても活躍していた。1941年初頭から対ドイツ占領軍活動を開始したブロソレットは、ジャン・ムーランと共にレジスタンス統一をはたした。
国内のレジスタンス活動に積極的にかかわり、その最初期から人類博物館グループ (Groupe du musée de l'Homme) というレジスタンス・グループにもかかわっていた。1941年パリで書店を設立。二人が従事した1942年夏のイギリスからフランスへのパラシュート降下作戦により、1943年1月、二つの活動の統一を決定的なものにした。1943年3月26日、北フランス・レジスタンス組織連絡委員会を創設。元記者のブロソレットは彼の持つ職業的、政治的人脈を自由フランスのために駆使した。1942年、パリを脱出してロンドンに渡ってからは自由フランスの情報・行動中央局の政治顧問にもなっていた。
1942年 - 1943年の間、ブリュメール使節団の要人として活躍。ブリュメール使節団は後にパシーが加わってアルクビューズ・ブリュメールに発展した。
ジャン・ムーランが逮捕されて7ヶ月後の1944年2月3日、ブロソレットもつかまり、3月22日、何も話さないようにゲシュタポの施設の6階から飛び降りて自殺した。

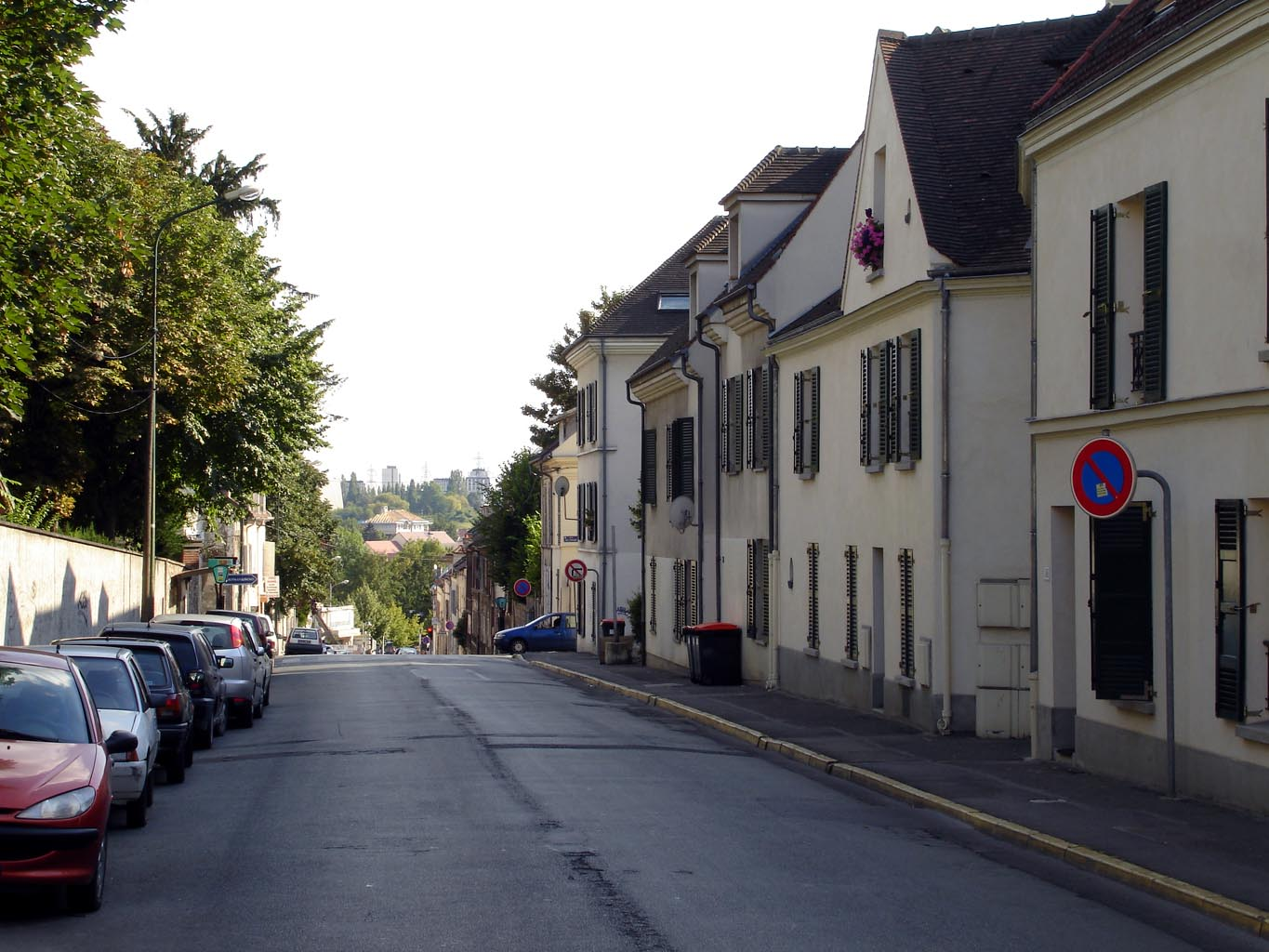
ピエール・ブロソレット通り、ヴァル＝ドワーズ県 サルセル

パリのバス通りには彼の名前がついた通りがあり、良心的な人柄から、現在でもレジスタンスの活動家として多くの人の尊敬を集めている。組織についてシャルル・ド・ゴールに直接意見を述べ、その理解を促していた。また、レジスタンス組織北部リベラシオンや民・軍組織とも連絡を保っていた。
ピエール・ムニエと共に国内レジスタンス運動に関わっていたジャン・ムーランに対し、自由フランスの情報・行動中央局に近かったブロソレットは、パシーと共にムーランと対立することがあり、レジスタンス運動の内部において主導権争いが存在したことが伺われる。